# Armvecksgrop
Armvecksgrop, armveck (latin: fossa cubitalis) är i människans kropp ett trekantigt eller V-format utrymme på armbågens (cubitus) framsida.
Armvecksgropen avgränsas av m. brachioradialis och m. pronator teres. Genom gropen löper flera nerver, senor och artärer på sin väg från överarmen (brachium) till underarmen (antebrachium).